# 金田益実
金田 益実（かねだ ますみ、1958年 - ）は、書籍/映像の構成・文筆家。特撮関連多数。日本版トランスフォーマーコミック原作、東映アニメ原案。映像ソフト解説、構成企画。創案キャラクターはジンライ+ 日本版G1キャラ。グランドキング。漫画『最新版悪魔くん』魔天道のミコ、魔王子ほか。

## 来歴
1975年 特撮ムック編集の先駆者であった竹内博が主催する日本最初期の怪獣映画を研究する同人集団『怪獣倶楽部』に参加。その後、戦え!超ロボット生命体トランスフォーマー ザ☆コミックス、東映アニメ原案。映像ソフト解説、構成企画などを手掛ける。創案キャラクターはジンライ+ 日本版G1キャラ。グランドキング。漫画『最新版悪魔くん』魔天道のミコ、魔王子ほか。

## 主な参加作品

### 原作・原案
- 戦え!超ロボット生命体トランスフォーマー ザ☆コミックス
- 大怪獣ガメラ（寺沢健一郎名義）

### ストーリー考案
- 最新版ゲゲゲの鬼太郎 コミックボンボン 1985

### キャラクター創案
- ジンライ (トランスフォーマー)
- グランドキング (ウルトラマン物語)
- 魔天道のミコ (コミックボンボン版 悪魔くん)
- 魔王子

### 映像ソフト
- プロジェクト ウルトラセブン (脚本) ジェネオン エンタテインメント 2006

## 著書
- 怪獣王ゴジラ特撮写真館 著 講談社 1900
- ウルトラマン 1966 編著 ジェネオン エンタテインメント 2005
- ウルトラセブン 1967 編著 ジェネオン エンタテインメント 2005
- 帰ってきたウルトラマン 1971 編著 ジェネオン エンタテインメント 2006
- ウルトラマンA 1972 編著 ジェネオン エンタテインメント 2007
- ウルトラマンタロウA 1973 編著 ジェネオン エンタテインメント 2007
- ウルトラマンレオ 1974 編著 ジェネオン エンタテインメント 2007
- 昭和41年ウルトラマン誕生 編著 ジェネオン エンタテインメント 2009
- 昭和42年ウルトラセブン誕生 編著 ジェネオン・ユニバ―サル 2009
- 『ウルトラセブン撮影日誌』編著 復刊ドットコム 2017